# Earl Marshal

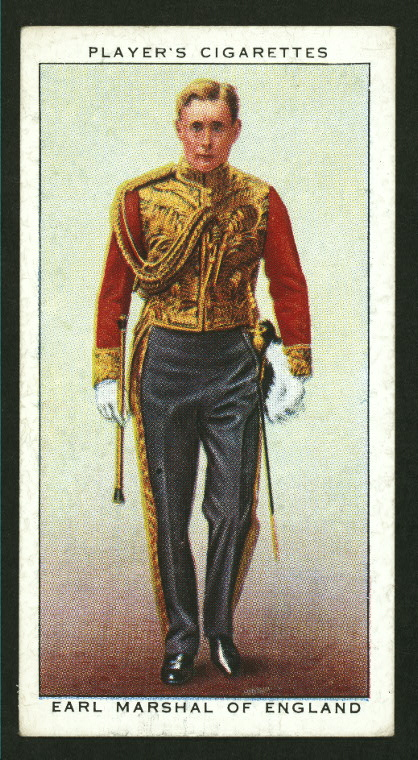
Den 16:e hertigen av Norfolk i ämbetsuniform.

Earl Marshal (eller Marschal eller Marischal, även lordmarskalk) är i England (och, i och med 1800 års unionsakter, sedermera Förenade kungariket) ett ärftligt ämbete och gammal riddartitel under landets monark. Earl Marshal är den åttonde av Englands nio så kallade Great Officers of State, efter Lord High Constable och före Lord High Admiral. Earl Marshal ansvarar för att organisera statsbegravningar och kröningar i Westminster Abbey. Han är också en av rikets ledande heraldiker i egenskap av chef för College of Arms.
Nuvarande Earl Marshal är Edward Fitzalan-Howard, 18:e hertig av Norfolk, som ärvde befattningen 2002. Tidigare har det funnits en Earl Marshall of Ireland och Earl Marischal of Scotland.

## England
Kungliga marskalker fanns på många håll i Europa. Deras uppgift var att skydda monarken och svara för skötseln av dennes hästar. Det engelska ämbetet blev, efter tronstriderna mellan Matilda av England och Stefan av Blois, ärftligt under John FitzGilbert the Marshal (i tjänst från omkring 1130 till 1165). Under Johns andre son William Marshal, sedermera earl av Pembroke, blev ämbetet mycket betydande. William tjänade under flera kungar, var riksföreståndare och organiserade begravningar och förmyndarregeringen under Henrik III:s uppväxt. Efter att ämbetet gått genom hans dotters make till earlerna av Norfolk utvecklades det till Earl Marshal (titeln fortsatte vara Earl Marshal även efter att earlen av Norfolk upphöjts till hertig).
På medeltiden var Earl Marshal och Lord High Constable knutna till kungens stallar. När riddarväsendet förlorade i betydelse försvann Lord High Constables post och Earl Marshal blev överhuvud för College of Arms, det organ som sysslade med alla ärenden rörande genealogi och heraldik, fastän Earl Marshals förbindelse med heraldik uppstod nästan av en slump. Tillsammans med Lord High Constable hade han haft en domstol, känd som Court of Chivalry, för rättskipning rörande heraldik och militära ärenden.

## Irland
Bland de män som har innehaft titeln Earl Marshal of Ireland finns William Marshal, Earl av Pembroke, och Walter Devereux, 1:e earl av Essex (1539–1576).

## Förenade konungariket Storbritannien och Nordirland
Genom lagen House of Lords Act 1999 avskaffades de ärftliga pärernas automatiska rätt att sitta i överhuset. Lagen gör dock undantag för 92 pärer, varav de enda som namnges i lagen är Earl Marshal och Lord Great Chamberlain. Orsaken är de båda ska kunna utföra sina ceremoniella uppgifter i överhuset.

## Lords Marshal av England, 1135–1397
- Gilbert de Clare, 1:e earl av Pembroke 1135–1149
- Richard de Clare, 2:e earl av Pembroke 1149–1176
- John Marshal 1176–1199
- William Marshal, 1:e earl av Pembroke 1199–1219
- William Marshal, 2:e earl av Pembroke 1219–1231
- Richard Marshal, 3:e earl av Pembroke 1231–1234
- Gilbert Marshal, 4:e earl av Pembroke 1234–1242
- Walter Marshal, 5:e earl av Pembroke 1242–1245
- Anselm Marshal, 6:e earl av Pembroke 1245
- Roger Bigod, 4:e earl av Norfolk 1245–1269
- Roger Bigod, 5:e earl av Norfolk 1269–1307
- Robert de Clifford 1307–1308 (1:e Baron de Clifford?)
- Nicholas Segrave, Lord Segrave 1308–1315 (eller Baron av Stowe (?))
- Thomas of Brotherton, earl av Norfolk 1315–1338
- Margaret, hertiginna av Norfolk 1338–1377
- Henry Percy, Lord Percy 1377
- John Fitzalan, Lord Maltravers 1377–1383
- Thomas Mowbray, 1:e earl av Nottingham 1383–1397

## Earls Marshal av England, 1397-
- Thomas Mowbray, 1:e hertig av Norfolk 1397–1398
- Thomas Holland, hertig av Surrey 1398–1399
- Ralph Neville, 1:e earl av Westmorland 1400–1412
- John Mowbray, 2:e hertig av Norfolk 1412–1432
- John Mowbray, 3:e hertig av Norfolk 1432–1461
- John Mowbray, 4:e hertig av Norfolk 1461–1476
- Rikard, hertig av York 1476–1483
- John Howard, 1:e hertig av Norfolk 1483–1485
- William Berkeley, 1:e earl av Nottingham 1486–1497
- Henry Tudor, hertig av York 1497–1509
- Thomas Howard, 2:e hertig av Norfolk 1509–1524
- Thomas Howard, 3:e hertig av Norfolk 1524–1547
- Edward Seymour, 1:e hertig av Somerset 1547–1549
- John Dudley, 1:e hertig av Northumberland 1549–1553
- Thomas Howard, 3:e hertig av Norfolk, restored 1553–1554
- Thomas Howard, 4:e hertig av Norfolk 1554–1572
- George Talbot, 6:e earl av Shrewsbury 1572–1590
- kollektiv 1590–1597
- Robert Devreux, 2:e earl av Essex 1597–1601
- kollektiv  1602–1603
- Edward Somerset, 4:e earl av Worcester 1603
- kollektiv  1604–1622
- Thomas Howard, 21:e earl av Arundel 1622–1646
- Henry Howard, 22:e earl av Arundel 1646–1652
- ? 1652–1661
- James Howard, 3:e earl av Suffolk 1661–1662
- kollektiv  1662–1672
- Henry Howard, 6:e hertig av Norfolk 1672–1684
- Henry Howard, 7:e hertig av Norfolk 1684–1701
- Thomas Howard, 8:e hertig av Norfolk 1701–1732
- Edward Howard, 9:e hertig av Norfolk 1732–1777
- Charles Howard, 10:e hertig av Norfolk 1777–1786
- Charles Howard, 11:e hertig av Norfolk 1786–1815
- Bernard Edward Howard, 12:e hertig av Norfolk 1815–1842
- Henry Charles Howard, 13:e hertig av Norfolk 1842–1856
- Henry Granville Fitzalan-Howard, 14:e hertig av Norfolk 1856–1860
- Henry Fitzalan-Howard, 15:e hertig av Norfolk 1860–1917
- Bernard Marmaduke Fitzalan-Howard, 16:e hertig av Norfolk 1917–1975
- Miles Francis Stapleton Fitzalan-Howard, 17:e hertig av Norfolk 1975–2002
- Edward William Fitzalan-Howard, 18:e hertig av Norfolk 2002–

## Ställföreträdare
Ställföreträdare (Deputy Earls Marshal) har utsetts vid olika tillfällen för att utöva ämbetet när Earl Marshal varit minderårig eller oförmögen att utföra sina plikter på grund av dålig hälsa. Före 1824 fick bara protestanter utses till biträdande Earl Marshal när den ordinarie var katolik.
- Charles Howard, 1:e earl av Carlisle 1673-?
- Charles Howard, 3:e earl av Carlisle 1701–1706
- Henry Howard, 6:e earl av Suffolk, 1:e earl av Bindon 1706–1718
- Henry Bowes Howard, 4:e earl av Berkshire 1718–1725
- Talbot Yelverton, 1:e earl av Sussex 1725–1731
- Francis Howard, 1:e earl av Effingham 1731–1743
- Thomas Howard, 2:e earl av Effingham 1743–1763
- Henry Howard, 12:e earl av Suffolk, 5:e earl av Berkshire 1763–1765
- Richard Lumley-Saunderson, 4:e earl av Scarbrough 1765–1777
- Thomas Howard, 3:e earl av Effingham 1777–1782
- Charles Howard, earl av Surrey 1782–1786
- Lord Henry Thomas Molyneux Howard 1816–1824
- Lord Edward Fitzalan-Howard 1861–1868
- Edmund Fitzalan-Howard, 1:e viscount Fitzalan av Derwent 1917–1929
- Edward William Fitzalan-Howard, earl av Arundel och Surrey 2000–2002